# Celio Malespini
Celio Malespini (né en 1531 à Venise, mort en 1609 à Vérone) est un écrivain italien.

## Biographie
Personnage aux multiples facettes, après avoir été au service des Espagnols en Flandre, il est aventurier, militaire et secrétaire de princes, spécialisé dans la falsification d'écrits, de documents diplomatiques, de lettres et de documents commerciaux, on le considère comme l'un des premiers espions professionnels pour les gouvernements à travers l'Europe.
Après s'être retiré à Venise, le 7 août 1580, à l'insu de l'auteur, il publie une édition incorrecte et incomplète de la La Jérusalem délivrée de Le Tasse, sous le titre de Goffredo, chez l'éditeur Domenico Cavalcalupo. Il s'agit d'une édition volontaire, dont six chants sont supprimés, pour lesquels seul un résumé en prose est présenté, avec des lacunes dans deux autres. Par la suite, Malespini publie le poème deux fois de plus, la première le 28 juin 1581 et la seconde en 1582, toutes deux chez Grazioso Percacino.
Il est également connu pour être l'auteur des Ducento novelle, ouvrage d'une certaine importance, quoique dépourvu de synthèse et de clarté de présentation, dans le style de Boccace, composé de 1595 à 1605 et imprimé à Venise, en 1609. Environ la moitié des deux cents nouvelles sont des plagiats d'auteurs tels que le Portugais Jorge de Montemayor, et les Italiens Francesco Bello et Anton Francesco Doni, tandis que quatre-vingts sont inventées et ont souvent des traits autobiographiques.
Il traduit Trésor de Brunetto Latini, composé en langue d'oïl par l'écrivain florentin pendant son exil en France, et le Jardín de flores curiosas de l'Espagnol Antonio de Torquemada.
Les Ducento novelle sont mises à l’Index librorum prohibitorum le 28 janvier 1617.